# Apladrapsa
Apladrapsa là một chi bướm đêm thuộc họ Erebidae.